# Shahrestān di Shovt
Lo shahrestān di Shovt o Showt (farsi شهرستان شوط) è uno dei 17 shahrestān dell'Azarbaijan occidentale, in Iran. Il capoluogo è Shovt.